# Ephebopus murinus
Espèce
Synonymes
- Mygale murina Walckenaer, 1837
- Mygale bistriata C. L. Koch, 1838
- Santaremia pococki F. O. Pickard-Cambridge, 1896

Ephebopus murinus est une espèce d'araignées mygalomorphes de la famille des Theraphosidae.

## Distribution
Cette espèce se rencontre au Brésil, en Guyane et au Suriname.

## Description

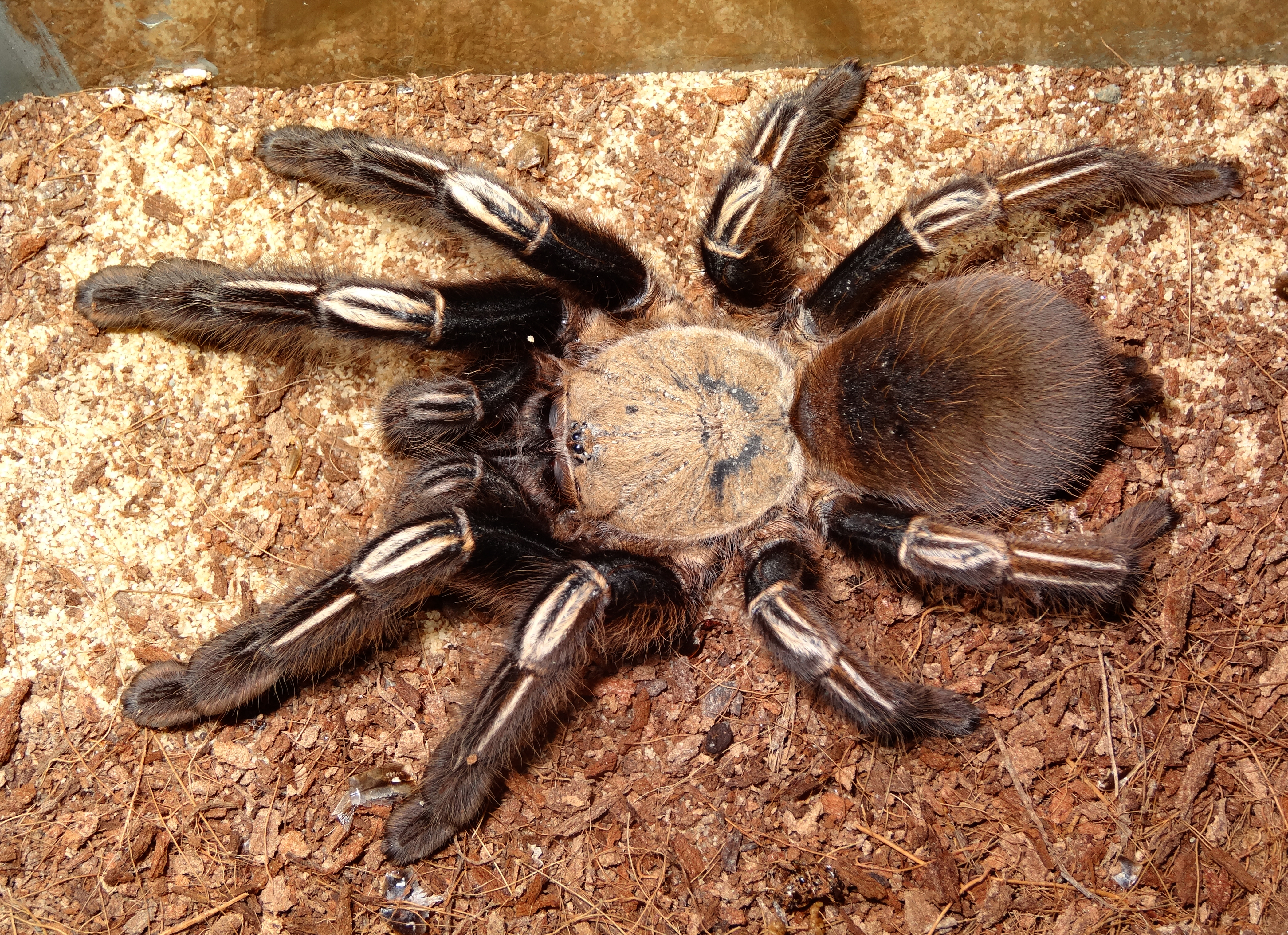
Ephebopus murinus

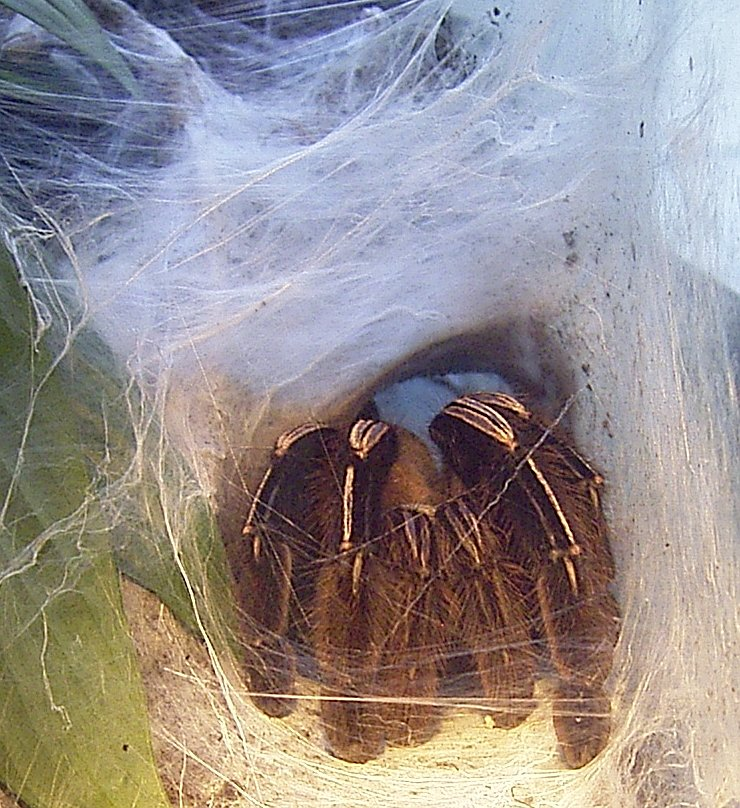
Ephebopus murinus

Le mâle décrit par Lucas, da Silva et Bertani en 1991 mesure 37,8 mm et la femelle décrite par West, Marshall, Sayuri Fukushima et Bertani en 2008 mesure 61,3 mm.

## Publication originale
- Walckenaer, 1837 : Histoire naturelle des insectes. Aptères. Paris, vol. 1, p. 1-682 (texte intégral).